# 武漢會戰中的日軍戰鬥序列
本條目羅列武漢會戰中日軍方面的戰鬥序列，戰事範圍涵蓋武漢三鎮週邊地區。

## 戰鬥序列

### 華中派遣軍
- 華中派遣軍：司令官畑俊六大將[3]、參謀長河邊正三中將
  - 第2軍：軍司令官東久邇宮稔彥王中將[4]、參謀長町尻量基少將[4]
    - 第3師團：師團長藤田進中將、參謀長斎藤正鋭大佐[1]
      - 步兵第5旅團：旅團長上村幹男少將[1]，下轄步兵第6聯隊（聯隊長川並密大佐）[1]、步兵第8聯隊（聯隊長加藤鑰平大佐）[1]
      - 步兵第29旅團：旅團長上野勘一郎少將[1]，下轄步兵第18聯隊（聯隊長石井嘉穂大佐）[5]、步兵第34聯隊（聯隊長鈴木貞次大佐）[1]
      - 騎兵第3聯隊：聯隊長星善太郎中佐[1]
      - 野炮兵第3聯隊：聯隊長武田精一大佐[1]
      - 工兵第3聯隊：聯隊長中島三栖雄大佐[6]
      - 輜重兵第3聯隊：聯隊長栗岩尚治大佐[1]

    - 第10師團：師團長篠冢义男中將、參謀長堤不夹贵大佐[1]
      - 步兵第8旅團：旅團長岡田資少將[6]，下轄步兵第39聯隊（聯隊長太田米雄大佐）[6]、步兵第40聯隊（聯隊長西大條胖大佐）[6]
      - 步兵第33旅團：旅團長瀨谷啟少將[4]，下轄步兵第10聯隊（聯隊長毛利末廣大佐）[4]、步兵第63聯隊（聯隊長福榮真平大佐）[4]
      - 騎兵第10聯隊：聯隊長桑田貞三中佐[4]
      - 野炮兵第10聯隊：聯隊長谷口春治大佐[4]
      - 工兵第10聯隊：聯隊長小野行守大佐[4]
      - 輜重兵第10聯隊：聯隊長前野四郎大佐[4]

    - 第13師團：師團長荻洲立兵中將[6]、參謀長吉原矩大佐[6]
      - 步兵第26旅團：旅團長沼田德重少將[7]，下轄步兵第58聯隊（聯隊長倉林公任大佐）[8]、步兵第116聯隊（聯隊長添田孚大佐）[6]
      - 步兵第103旅團：旅團長山田梅二少將[6]，下轄步兵第65聯隊（聯隊長兩角業作大佐）[6]、步兵第104聯隊（聯隊長里見金二大佐）[6]
      - 騎兵第17大隊：大隊長小野良三中佐[6]
      - 山炮兵第19聯隊：聯隊長橫尾闊中佐[9]
      - 工兵第13聯隊：聯隊長岩淵經夫中佐[9]
      - 輜重兵第13聯隊：聯隊長新村理市中佐[9]

    - 第16師團：師團長藤江惠輔中將[6]、參謀長中澤三夫大佐[6]
      - 步兵第19旅團：旅團長酒井直次少將[6]，下轄步兵第9聯隊（聯隊長古閑健大佐）[6]、步兵第20聯隊（聯隊長南部襄吉大佐）[6]
      - 步兵第30旅團：旅團長篠原次郎少將[10]，下轄步兵第33聯隊（聯隊長山田喜藏大佐）[10]、步兵第38聯隊〔聯隊長近藤元大佐）[10]
      - 騎兵第20聯隊：聯隊長笠井敏松中佐[10]
      - 野炮兵第22聯隊：聯隊長大須賀應大佐[10]
      - 工兵第16聯隊：聯隊長今井武義大佐[10]
      - 輜重兵第16聯隊：聯隊長柄澤畔夫大佐[6]
      - 騎兵第4旅團：旅團長小島吉藏少將[10]，下轄騎兵第25[10]、第26聯隊[10]、機關槍隊[10]、速射炮中隊[10]、騎炮兵聯隊[10]、戰車隊[10]、獨立步兵大隊[10]、獨立工兵中隊[10]、騎炮兵第4聯隊[10]、騎兵第72聯隊[10]、衛生隊[10]、輜重隊[10]、病馬廠[10]

  - 第11軍：軍司令官岡村寧次中將[10]、參謀長吉本貞一少將[10]
    - 第6師團：師團長稻葉四郎中將[10]、參謀長重田重德大佐[10]
      - 步兵第11旅團：旅團長今村勝治中將[10]，下轄步兵第13聯隊（聯隊長中野英光大佐）[10]、步兵第47聯隊（聯隊長岩崎民男大佐）[11]
      - 步兵第36旅團：旅團長牛島滿少將[10]，下轄步兵第23聯隊（聯隊長佐野虎太大佐）[10]、步兵第45聯隊（聯隊長若松平治大佐）[10]
      - 騎兵第6聯隊：聯隊長古賀九藏中佐[10]
      - 野炮兵第6聯隊：聯隊長藤村謙大佐[12]
      - 工兵第6聯隊：聯隊長增田政吉大佐[12]
      - 輜重兵第6聯隊：聯隊長川真田國衛大佐[12]

    - 第9師團：師團長吉住良輔中將[12]，參謀長安部孝一大佐[12]
      - 步兵第6旅團：旅團長丸山政男少將[13]，下轄步兵第7聯隊（聯隊長藤岡武雄大佐）[12]、步兵第35聯隊（聯隊長寺垣忠雄大佐）[12]
      - 步兵第18旅團：旅團長青木成一少將[14]，下轄步兵第19聯隊（聯隊長人見秀三大佐）[12]、步兵第36聯隊（聯隊長太田貞昌大佐）[12]
      - 騎兵第9聯隊：聯隊長田島秀太郎大佐[12]
      - 山炮兵第9聯隊：聯隊長小堀金藏大佐[12]
      - 工兵第9聯隊：聯隊長山田信一中佐[12]
      - 輜重兵第9聯隊：聯隊長三田村正之助大佐[12]

    - 第27師團：本間雅晴中將[12]，參謀長原田義和大佐[12]
      - 第27步兵團：團長永見俊德少將[12]，下轄支那駐屯步兵第1聯隊（聯隊長長谷川基大佐）[12]、支那駐屯步兵第2聯隊（聯隊長岡崎清三郎大佐）[12]、支那駐屯步兵第3聯隊（聯隊長宮崎富雄大佐）[12]
      - 第27師團搜索隊：聯隊長宮肋侃藏中佐[12]
      - 山炮兵第27聯隊：聯隊長小林信夫大佐[12]
      - 工兵第27聯隊：聯隊長小川三郎中佐[12]
      - 輜重兵第27聯隊：聯隊長石川鈹郎大佐[12]

    - 第101師團：師團長伊東政喜中將[12]，參謀長田武三千雄大佐[12]
      - 步兵第101旅團：旅團長佐藤正三郎少將[15]，下轄步兵第101聯隊（聯隊長飯冢國五郎大佐）[15]、步兵第149聯隊（聯隊長津田辰彥大佐）[15]
      - 步兵第102旅團：旅團長佐枝義重少將[15]，下轄步兵第103聯隊（聯隊長松井貫一大佐）[15]、步兵第151聯隊（聯隊長福井浩太郎大佐）[15]
      - 騎兵第101大隊：大隊長大島久忠中佐[15]
      - 野炮兵第101聯隊：聯隊長山田秀之助中佐[15]
      - 工兵第101聯隊：聯隊長八隅錦三郎大佐[15]
      - 輜重兵第101聯隊：聯隊長鳥海勝雄大佐[15]

    - 第106師團：松浦淳六郎中將[15]，參謀長秋山義隆大佐[15]
      - 步兵第111旅團：旅團長山地亘少將[15]，下轄步兵第113聯隊（聯隊長飯野賢十大佐）[15]、步兵第147聯隊（聯隊長園田良夫大佐）[15]
      - 步兵第136旅團：旅團長壽木敬一少將[15]，下轄步兵第123聯隊（聯隊長木島袈裟雄大佐）[15]、步兵第145聯隊（聯隊長市川洋造中佐）[15]
      - 騎兵第106大隊：大隊長田袋均中佐[15]
      - 野炮兵第106聯隊：聯隊長宇賀武中佐[15]
      - 工兵第106聯隊：聯隊長茶村秀男中佐[15]
      - 輜重兵第106聯隊：聯隊長瀨川絲兵衛中佐[15]

    - 波田支隊：支隊長波田重一少將[15]，下轄台灣步兵第1聯隊（聯隊長佐藤要大佐）[15]、台灣步兵第2聯隊（聯隊長高橋良大佐）[15]、台灣山炮兵聯隊（聯隊長中島要吉中佐）[15]、台灣臨時汽車隊[16]、台灣第1[16]、第2衛生隊[16]、台灣第1[16]、第2輸送監視隊[16]

  - 派遣軍直轄部隊
    - 第116師團：師團長清水喜重中將[16]、參謀長三島義一郎大佐
      - 步兵第119旅團：旅團長石原常太郎少將[16]，下轄步兵第109聯隊[16]、步兵第120聯隊（聯隊長志摩源吉大佐）[16]
      - 步兵第130旅團：旅團長高橋為一郎少將[16]，下轄步兵第133聯隊（聯隊長石谷甚三郎大佐）[16]、步兵第138聯隊[16]

    - 野戰重炮兵第5旅團：旅團長內山英太郎少將[16]，下轄野戰重炮兵第11聯隊[16]，野戰重炮兵第12聯隊（聯隊長富田富藏中佐）[16]
    - 野戰重炮兵第6旅團：旅團長石田保道少將[16]，下轄野戰重炮兵第13聯隊（聯隊長橋本欣五郎大佐）[16]；野戰重炮兵第14聯隊（聯隊長丸山八束大佐）[16]
    - 獨立機關槍第1、第7、第8大隊 [16]
    - 獨立裝甲車第6、第8、第9中隊[16]
    - 戰車第7聯隊（職隊長岩仲義治大佐）[16]
    - 戰車第5大隊（大隊長細見惟雄大佐）[16]
    - 獨立山炮兵第2、第3聯隊[16]
    - 野戰重炮兵第10聯隊[16]
    - 迫擊炮第1、第4大隊[16]
    - 獨立工兵第1[16]、第2[16]、第8[16]、第12聯隊[16]
    - 近衛師團第1[16]、第4[16]、第5[16]、第7野戰高射炮隊[16]
    - 第16師團第5[16]、第6野戰高射炮隊[16]
    - 溯江船舶隊[16]
    - 九江高射炮隊[17]
    - 軍工兵隊[17]、軍鐵道隊[17]

### 海軍
- 支那方面艦隊：司令官及川古志郎中將
  - 第3艦隊：司令官及川古志郎中將，旗艦出雲號裝甲巡洋艦[17]
    - 第11戰隊：司令官近藤英次郎少將[17]，指揮炮艦安宅號[17]、嵯峨號[17]、鳥羽號、勢多號[17]、堅田號[17]、比良號[17]、保津號[17]、熱海號[17]、二見號[17]、驅逐艦栗號[17]、栂號[17]、蓮號[17]、第1水雷隊[17]
    - 第4水雷戰隊：司令官細萱戊子郎少將，指揮木曾號輕巡洋艦[17]、第6驅逐隊[17]、第10驅逐隊[17]
    - 第1基地部隊：司令官園田滋少將[17]，下轄朝日號[17]、雲泰號[17]、膠濟號[17]、寶月號[17]、小發號[17]；第2[17]、第3[17]、第21掃海隊[17]；第21水雷隊[17]
- 上海海軍特別陸戰隊[17]

### 航空隊
- 航空兵團：司令官德川好敏中將[17]、參謀長寺本熊市少將[18]
  - 第1飛行團（寺倉飛行團）：團長寺倉正三少將[19]，指揮偵察機1個中隊（9架飛機）[17]、戰鬥機2個中隊（24架飛機）[17]、輕型轟炸機2個中隊（18架飛機）[17]
  - 第3飛行團（菅原飛行團）：團長菅原道大少將[19]，指揮偵察機3至4個中隊（27至36架飛機）[17]、戰鬥機1個中隊（12架飛機[17]）、輕型轟炸機3個中隊（27架飛機）[17]
  - 第4飛行團（藤田飛行團），團長藤田朋少將[19]，指揮偵察機4個中隊（48架飛機）[17]、戰鬥機4個中隊（48架飛機）[17]、重型轟炸機7個中隊（30至40架飛機）[17]
  - 兵團直轄
    - 偵察機1個中隊（9架飛機）[17]
- 第2聯合航空隊[17]：司令塚原二四三少將[20]
  - 第12航空隊：司令官三木森彦大佐[21]，指揮艦上戰鬥機2個半隊（45架飛機）[17]、艦上攻擊機1個隊（18架飛機）[17]
  - 第13航空隊：司令官上阪香苗大佐[21][22]，指揮陸上攻擊機2個隊（48架飛機）[23]、艦上戰鬥機1個隊（18架飛機）[23]
  - 第15航空隊：司令官蒲瀬和足大佐[21]，指揮艦上戰鬥機1個隊（18架飛機）[23]、艦上攻擊機半個隊（9架飛機）[23]、艦上轟炸機1個隊（18架飛機）[23]

## 註腳
1. 1 2 3 4 5 6 7 8 9 10 11  耿成寬 & 韦显文（1987年），第235页
2. ↑  何世同（2021年），第178页
3. ↑  劉鳳翰（1985年），第112页
4. 1 2 3 4 5 6 7 8 9  劉鳳翰（1985年），第113页
5. ↑  福川秀樹（2001年），第60-61页
6. 1 2 3 4 5 6 7 8 9 10 11 12 13 14 15 16 17  劉鳳翰（1985年），第114页
7. ↑  抗日战争纪念网，沼田德重
8. ↑  福川秀樹（2001年），第282页
9. 1 2 3  耿成寬 & 韦显文（1987年），第236页
10. 1 2 3 4 5 6 7 8 9 10 11 12 13 14 15 16 17 18 19 20 21 22 23 24 25 26 27 28 29 30  耿成寬 & 韦显文（1987年），第237页
11. ↑  福川秀樹（2001年），第37页
12. 1 2 3 4 5 6 7 8 9 10 11 12 13 14 15 16 17 18 19 20 21 22 23 24 25  耿成寬 & 韦显文（1987年），第238页
13. ↑  谭飞程（2010年），第120页
14. ↑  福川秀樹（2001年），第13页
15. 1 2 3 4 5 6 7 8 9 10 11 12 13 14 15 16 17 18 19 20 21 22 23 24 25 26  耿成寬 & 韦显文（1987年），第239页
16. 1 2 3 4 5 6 7 8 9 10 11 12 13 14 15 16 17 18 19 20 21 22 23 24 25 26 27 28 29 30 31 32 33 34 35 36  耿成寬 & 韦显文（1987年），第240页
17. 1 2 3 4 5 6 7 8 9 10 11 12 13 14 15 16 17 18 19 20 21 22 23 24 25 26 27 28 29 30 31 32 33 34 35 36 37 38 39 40 41 42 43 44 45  耿成寬 & 韦显文（1987年），第241页
18. ↑  王辅（1990年），第856页
19. 1 2 3  劉鳳翰（1985年），第116页
20. ↑  敖文蔚（1995年），第116页
21. 1 2 3  谭飞程（2010年），第113页
22. ↑  劉鳳翰（1985年），第117页
23. 1 2 3 4 5  耿成寬 & 韦显文（1987年），第242页